# Kwintet voor altsaxofoon, fagot, altviool, cello en contrabas
Het Kwintet voor altsaxofoon, fagot, altviool, cello en contrabas is een compositie van Kalevi Aho.
Het verzoek tot dit kwintet kwam van het Lahti Kamerensemble, dat een werk wilde hebben voor deze ongebruikelijke samenstelling. Aho schreef daarop een werk in zeven a acht deeltjes (verschil zit in het coda), die al naargelang de wens van de uitvoerenden opgedeeld kunnen worden in drie hoofddelen. De componist leverde een in zijn  ogen abstract werk. Aho zag een werk tussen harmonie en vernietigingsdrang, plezier en wanhoop, evenwicht en onevenwicht, leven en dood.
De première vond plaats op 7 december 1994 in Lahti. Aho droeg het werk op aan Jeremy Parsons, een promotor van Finse muziek in het Verenigd Koninkrijk, die vlak na de voltooiing van die werk overleed.
Orkestratie: altsaxofoon, fagot, altviool, cello en contrabas
Delen van de opname: 1.1 Largo, 1.2 Vivace, 1.3 Andante, 2.1 Allegro marcato, 2.2 Presto, 3.1 Andante espressivo, 3.2 Allegro